# Рейзенберг, Надя
Надя Ароновна Рейзенберг (англ. Nadia Reisenberg; 14 июля 1904, Вильна — 10 июня 1983, Нью-Йорк, Нью-Йорк) — американская пианистка российского происхождения. Сестра Клары Рокмор.

## Биография
Была старшей из трёх дочерей бухгалтера Арона Иоселевича Рейзенберга и Рохки (Рохл) Хаимовны Град, уроженцев Ковно. В 1915 году переехала с семьёй в Санкт-Петербург, чтобы заниматься у Леонида Николаева. Однако после октябрьской революции семья Рейзенбергов уехала сначала в Вильно, затем в Варшаву и наконец, через Германию, в США, где Рейзенберг жила с 1922 года. Её первое американское выступление состоялось 17 декабря 1922 года (Рейзенберг исполнила Польскую фантазию Игнаца Падеревского в присутствии автора), первый сольный концерт — в 1924 году, однако в 1930 году сочла необходимым поступить в Кёртисовский институт, где училась у Иосифа Гофмана, а окончив курс, в 1934—1938 годах преподавала. Основная педагогическая карьера Рейзенберг протекала, однако, уже в Джульярдской школе (где среди её учеников был, в частности, Ральф Вотапек) и, в меньшей степени, в Маннес-колледже (где у неё учился Ричард Гуд).
В своей концертной деятельности, пик которой пришёлся на 1940-е годы, Рейзенберг отдавала предпочтение камерной музыке: она часто выступала вместе с Будапештским квартетом, записала сонату для кларнета и фортепиано Иоганнеса Брамса вместе с Бенни Гудменом. В репертуаре Рейзенберг было много русских авторов — в частности, она исполняла редко игравшиеся в США середины XX века концерты Римского-Корсакова и Сергея Прокофьева. Особую страницу в её творческой биографии представляло собой исполнение всех фортепианных концертов Моцарта в ходе еженедельных радиоконцертов в сезоне 1939/40 (вместе с дирижёром Альфредом Уолленстайном), заслужившее восторженный отзыв Артура Рубинштейна. После 1950 года, главным образом, посвятила себя преподавательской деятельности. На протяжении многих лет входила в жюри нью-йоркского Конкурса имени Левентритта.
В последнее время фигура Рейзенберг вновь привлекла к себе внимание благодаря тому, что в 2008 году были перевыпущены её записи произведений Фридерика Шопена — собрание из 4 CD, включающее все ноктюрны и мазурки и ряд других пьес; по мнению современного обозревателя,

игра Рейзенберг исключительно красива, отличается тёплым тоном, впечатляющей ясностью, ненавязчивой виртуозностью и безошибочным музыкальным чутьём.